# 2821 Slávka
2821 Slávka là một tiểu hành tinh vành đai chính với chu kỳ quỹ đạo là 1392.8489433 ngày (3.81 năm).
Nó được phát hiện ngày 24 tháng 9 năm 1978.